# RUMBA-Regel
Die RUMBA-Regel gibt im Rahmen von Qualitätssicherungsmaßnahmen Anforderungen an ein Ziel oder einen Qualitätsindikator, das ist ein Maß, anhand dessen zwischen guter und schlechter Qualität unterschieden werden kann, vor. Sie wurde 1973 von der kalifornischen Medizinischen Gesellschaft entwickelt und findet bei der Festlegung von Zielen im Allgemeinen und vor allem in der Pflegewissenschaft Anwendung.
Das Akronym „RUMBA“ steht dabei für folgende fünf Anforderungen an zu formulierende Ziele bzw. Qualitätsindikatoren:
- Relevant: Relevanz bedeutet in diesem Sinne einen kausalen Zusammenhang zwischen formuliertem Ziel und betrachteter Qualität.
- Understandable (verständlich): Das Ziel ist nachvollziehbar formuliert. Für die Erfüllung dieses Punkts reicht es aus, wenn Leitungsorgane und Vorgesetzte das Ziel für nachvollziehbar halten, idealerweise wird es allerdings von allen Mitarbeitern verstanden; siehe dazu auch SNAFU-Prinzip.
- Measurable (messbar): Das Erreichen eines Ziels ist einfach, zuverlässig und wiederholbar messbar.
- Behaviorable (durch Verhaltensänderung beeinflussbar): Das Ziel muss durch eine Verhaltensänderung von Mitarbeitern erreichbar sein.
- Achievable (erreichbar): Das Erreichen des Ziels ist realistisch.

Das Vorgeben von Zielen, die nicht der RUMBA-Regel entsprechen, kann zu Demotivation und Frust unter damit beauftragen Mitarbeitern führen.